# Alexandru Coman
Alexandru Cătălin Coman (sinh ngày 16 tháng 10 năm 1991) là một cầu thủ bóng đá người România thi đấu cho Hermannstadt ở vị trí tiền vệ tấn công.